# Моя няня - вампір
Моя няня — вампір — комедійний фільм 2010 року.

## Сюжет
Етан Морган — боязкий, сором'язливий і незграбний школяр. Якось його батьки вирішили поїхати на кілька днів і залишили Етана і його молодшу сестру Джейн, разом з новою нянею. Все б нічого і мабуть з цим Етан міг би змиритися, але виявляється, що його нова няня — вампір. І тепер головна його обов'язок врятувати свою молодшу сестру, кращого друга і найголовніше, місто.